# Hurez (okręg Braszów)
Hurez – wieś w Rumunii, w okręgu Braszów, w gminie Beclean. W 2011 roku liczyła 492 mieszkańców.